# Kanelträdnäktergal
Kanelträdnäktergal (Tychaedon quadrivirgata) är en fågel i familjen flugsnappare.

## Utseende och läte
Kanelträdnäktergalen är en vacker fågel med brun rygg, tydlgit tecknat ansikte och ostreckat rostfärgat bröst. Den liknar vitbrynad trädnäktergal, men saknar vita vingband och streck på bröstet. Sången består av en varierad, melodisk serie visslingar, där vissa tvåtoniga fraser kan upprepas ett antal gånger.

## Utbredning och systematik
Kanelträdnäktergal delas upp i två distinkta underarter med följande utbredning:
- Tychaedon quadrivirgata quadrivirgata – förekommer från södra Somalia till Kenya, Tanzania, Botswana, Zambia and ne S Africa
- Tychaedon quadrivirgata greenwayi – förekommer på Zanzibar och Mafiaön utanför Tanzania

### Familjetillhörighet
Kanelträdnäktergalen med släktingar ansågs fram tills nyligen liksom bland andra stenskvättor, stentrastar och buskskvättor vara små trastar. DNA-studier visar dock att de är marklevande flugsnappare (Muscicapidae) och förs därför numera till den familjen.

## Levnadssätt
Kanelträdnäktergalen hittas i öppna skogar, fuktig savann och buskmarker. Den är en skygg fågel som huvudsakligen håller sig dold i den täta vegetationen.

## Status och hot
Arten har ett stort utbredningsområde, men tros minska i antal, dock inte tillräckligt kraftigt för att den ska betraktas som hotad. Internationella naturvårdsunionen IUCN listar arten som livskraftig (LC).